# La Vila romana de Can Tarrés
La vila romana de Can Tarrés se localiza al sur del casco urbano de la población en el municipio de La Garriga (Provincia de Barcelona, España), en una terraza fluvial situada en la orilla izquierda del río Congost, lindante con el torrente de Malhivern o riera de Samalús.
Está ubicada al sur del término municipal. Su construcción data del siglo I a. C. Las dimensiones del edificio son de unos 200 metros cuadrados, que contaba con termas.
El edificio constaba de seis estancias principales: el vestidor o apodyterium, la «sala templada» o tepidarium, la sala caldarium, la sauna o sudatorium, la piscina de agua fría o frigidarium y el horno, donde se estaban las instalaciones de la calefacción subterránea de los baños, conocida en arqueología con el nombre de hipocausto.
El día 9 de abril de 2001, la Generalidad de Cataluña declaró la vila Bien de Interés Cultural, en la categoría de zona arqueológica. Con esta declaración, las ruinas de Can Tarrés se equipararon a conjuntos monumentales romanos tan importantes como el Foro romano de Tarraco o la ciudad de Ampurias.
El yacimiento recibe su nombre de la masía homónima, situada al oeste del resto de la vila. Se trata de uno de los yacimientos más representativos del proceso de romanización en Cataluña. Documentada ya a finales del siglo pasado por la Asociación Catalanista de Excursiones Científicas, constituye un magnífico exponente del poblamiento rural romano.
- Datos: Q17042975